# هو فرد أندرسون
هو فرد أندرسون هو رسام كارتون كندي، ولد في 1969 في لندن في المملكة المتحدة.

## وصلات خارجية
- الموقع الرسمي